# Liste der frühen Reisenden auf Thasos
Bei den frühen Reisenden handelt es sich ab dem 15. Jahrhundert um Diplomaten, Historiker und Militärs, ab dem 19. Jahrhundert zunehmend um Geologen und Archäologen, die die Kartierung der Insel Thasos und die Wiederentdeckung der in Trümmern liegenden antiken Stätten verfolgten und beschrieben. Zu Beginn des 20. Jahrhunderts (1911) übernimmt dann die École française d’Athènes die Detailaufnahmen und systematischen Ausgrabungen.
Im Nachfolgenden werden die Besuchsjahre, Namen, Beruf, Lebensdaten und Thasos betreffende Reiseberichte aufgelistet.

## Bis 1475: unter Genuesischer Herrschaft
- 1419/20/22 Buondelmonti, Christoforo, Kartograph (1386/90–1430): Emile Legrand: Description des Iles de L’Archipel Grec par Christophe Buondelmonti, version grecques du Liber insularum archipelagi, Florenz 1420. Buondelmonti kartografiert die Insel und beschreibt sie aus eigener Anschauung als sehr volkreich und fruchtbar, mit drei befestigten Ortschaften. Karl Bayer: „Liber insularum Archipelagi“, Transkription, Übersetzung und Kommentar, Wiesbaden 2007.

- 1444/45 Cyriacus von Ancona, Kaufmann, Epigraphiker (1391–1455): Cyriac of Ancona, Later Travels, unter Diary II, S. 91: Travels in the Northern Aegean, S. 109–121 und 135–147, herausgegeben und übersetzt von Edward W. Bodnar, London 2003. Der Autor bewundert die in großen Teilen noch erhaltene marmorne Stadtmauer, die Türme und Tore. Er entziffert die Namen von Archonten und Theoren und die Inschriften auf einer Großzahl von Sarkophagen, Grabstelen und Monumenten innerhalb und außerhalb der Mauern, entdeckt das Theater und beschreibt die Akropolis-Zitadelle. Die Begegnung mit dem genuesischen Herrscher der Insel, Francesco III., wird geschildert.

## 1475–1813: unter Osmanischer Herrschaft
- 1528 Bordone, Benedetto, Buch- und Kartenmaler (1445–1530): Libro Di Benedetto Bordone nel qual si ragiona de tutte l'isole del mondo (1528), (CD-ROM-Ausgabe, Verlag Harald Fischer, Erlangen 2006). In Verbindung mit der südlich gelegenen Halbinsel Athos erstellt Bordone einen ersten kartografischen Entwurf von Thasos und gibt eine kurze Beschreibung der Insel.

- 1547 Belon, Pierre, Naturforscher und Botaniker (1517–1564): Les observations de plusieurs singularites et choses memorables, trouvées en Grèce, Asie, Indée, Egypte, Arabie et autres pays estranges, redigees en trois liures, Kap. 34: Voyage de Lemnos en l’isle de Tassos, S. 33–34, Paris 1553. Über den 3-tägigen Aufenthalt äußert sich der Autor sehr allgemein über die marmornen Ruinen der antiken Stadt, macht nur sehr wenige botanische Angaben, erwähnt die mächtigen Abbauhalden und greift in diesem Zusammenhang auf die bekannten Aussagen von Herodot und Thukydides zurück.

- 1572 Porcacchi, Tommaso (1530–1585): L'isole piu famose del mondo, S. 71, Venedig 1590. Porcacchi hat Thasos sehr wahrscheinlich nicht besucht. Als Quellenbasis dienten ihm klassische Autoren und die Berichte früherer Reisender. Er spricht von einer dicht besiedelten, reichen Insel und von drei Festungen.

- 1688 Piacenza, Francesco: L'Egeo redivivo, o' sia chorographia dell' Arcipelago, … che della Grecia, Morea, o' Peloponnese, di Candia, e Cipri, Modona 1688, VIII, S. 684, IDN: 151587868.

- 1707 Branconnier, R. P. Er benennt aufgrund eines Inselbesuches Bevölkerungszahlen, Erzeugnisse, Exporte und die wirtschaftliche Lage der Insel.

- 1808 Murhard, Friederich Wilhelm August, Rechtsgelehrter (1778–1853): Gemälde des griechischen Archipelagos, Band 2, Berlin (1808) und Konstantinopel und St. Petersburg, der Orient und der Norden, Deutsche Zeitschriften des 18. und 19. Jahrhunderts, Hildesheim 1805, Elektronische Ressource, IDN: 547654-9

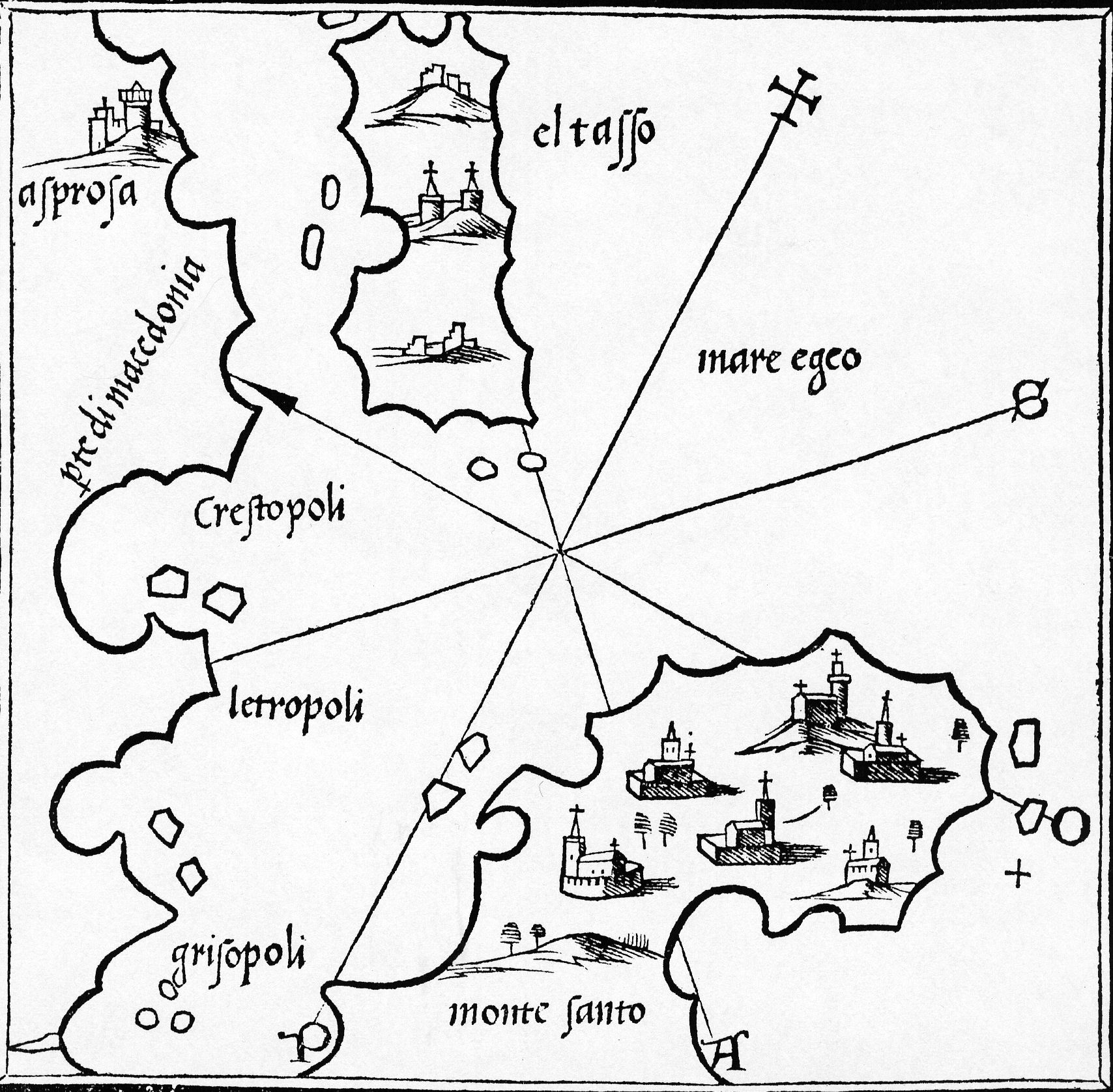
Thasos nach Benedetto Bordone (1528)
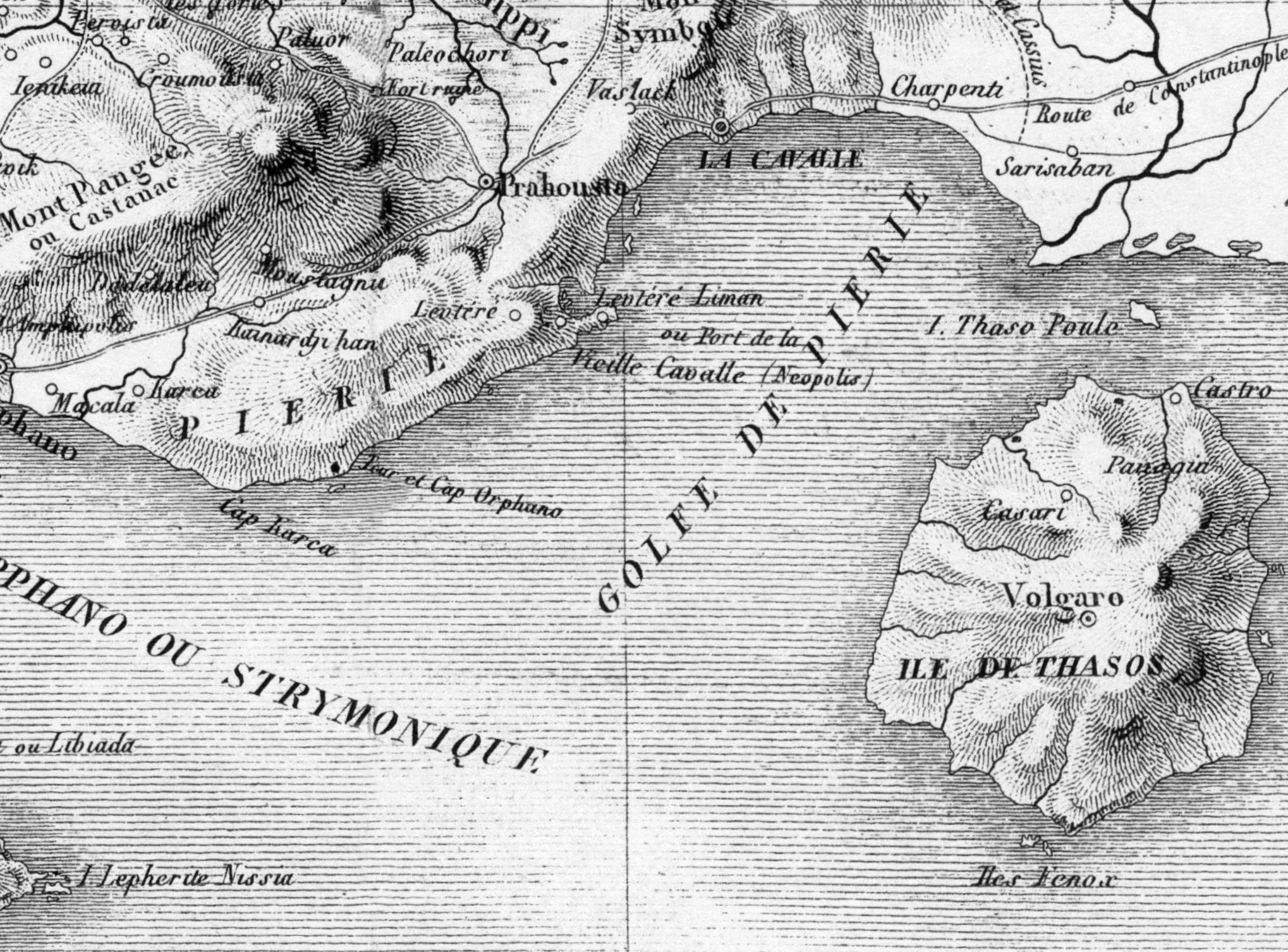
Thasos nach Chevalier Lapie (1826)
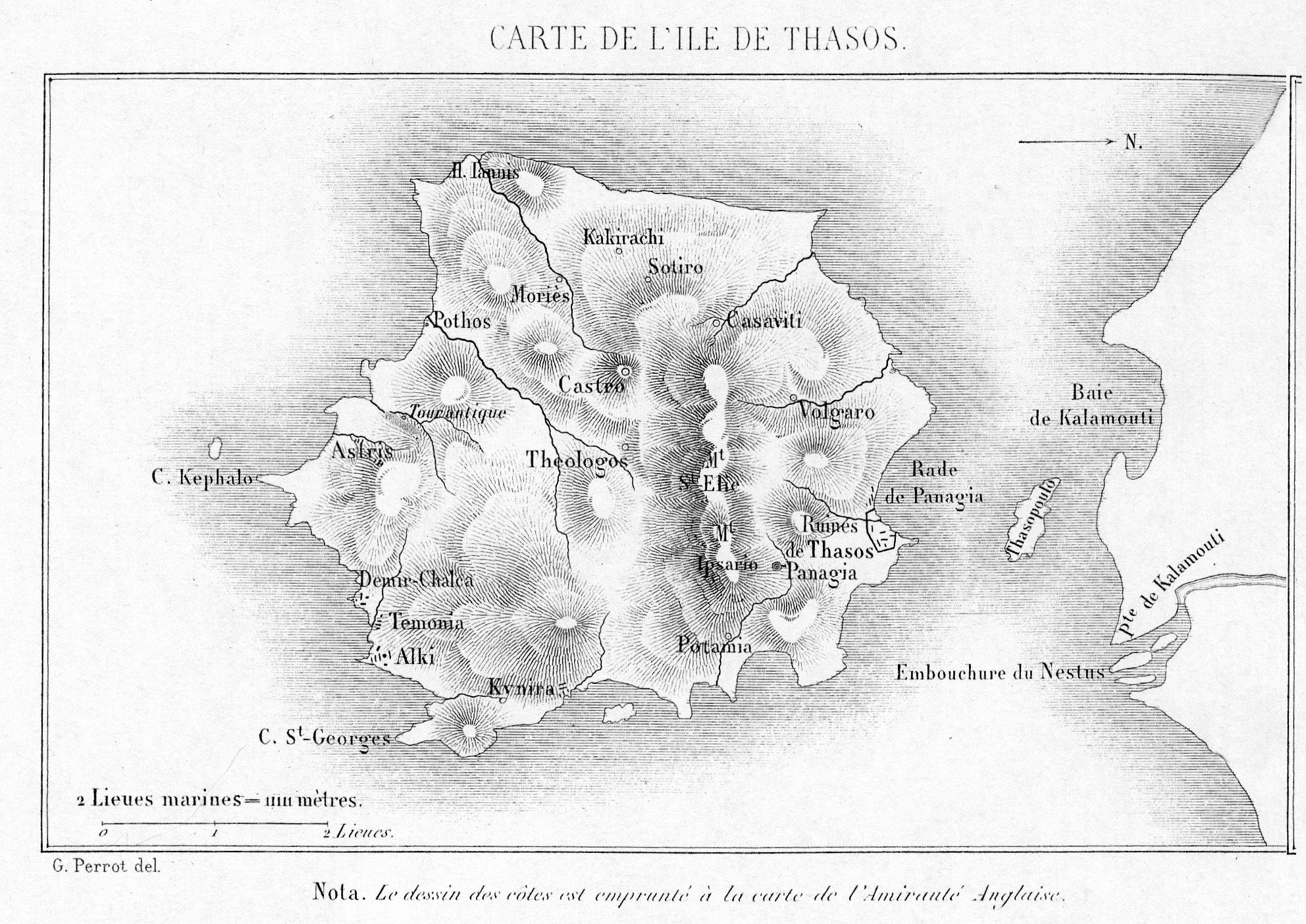
Thasos nach George Perrot (1864)
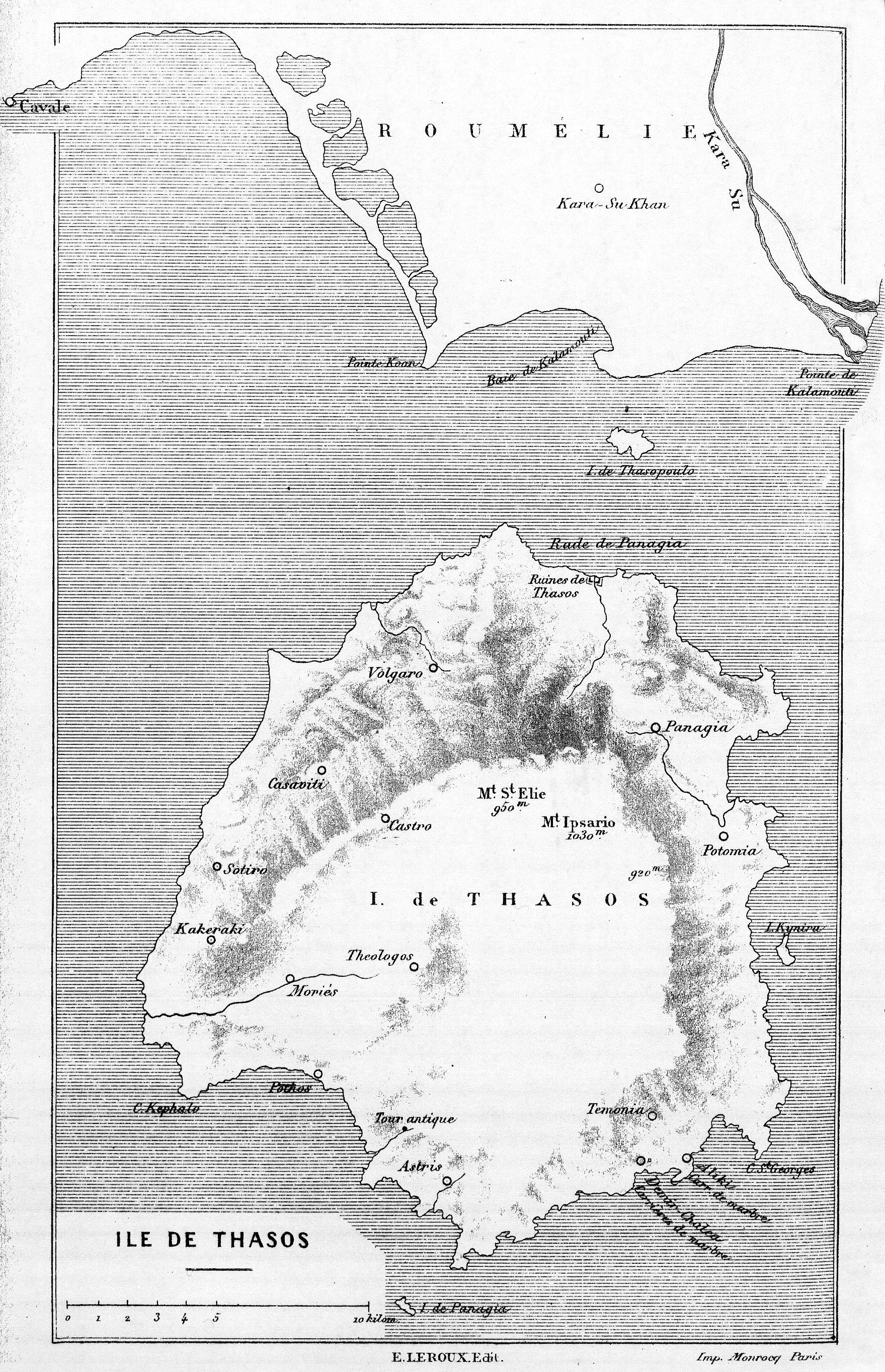
Thasos nach E. C. B. Miller (1889)

## 1813–1902: unter Ägyptischer Lehnshoheit
- 1826 Lapie Chevalier, Geograph (1749–1850): Carte d’une partie de la Macedoine, 1826. Möglicherweise ohne Thasos bereist zu haben, liefert Lapie eine kartografisch den heutigen Erkenntnissen weitgehend entsprechende Karte von Mazedonien mit der Insel Thasos.

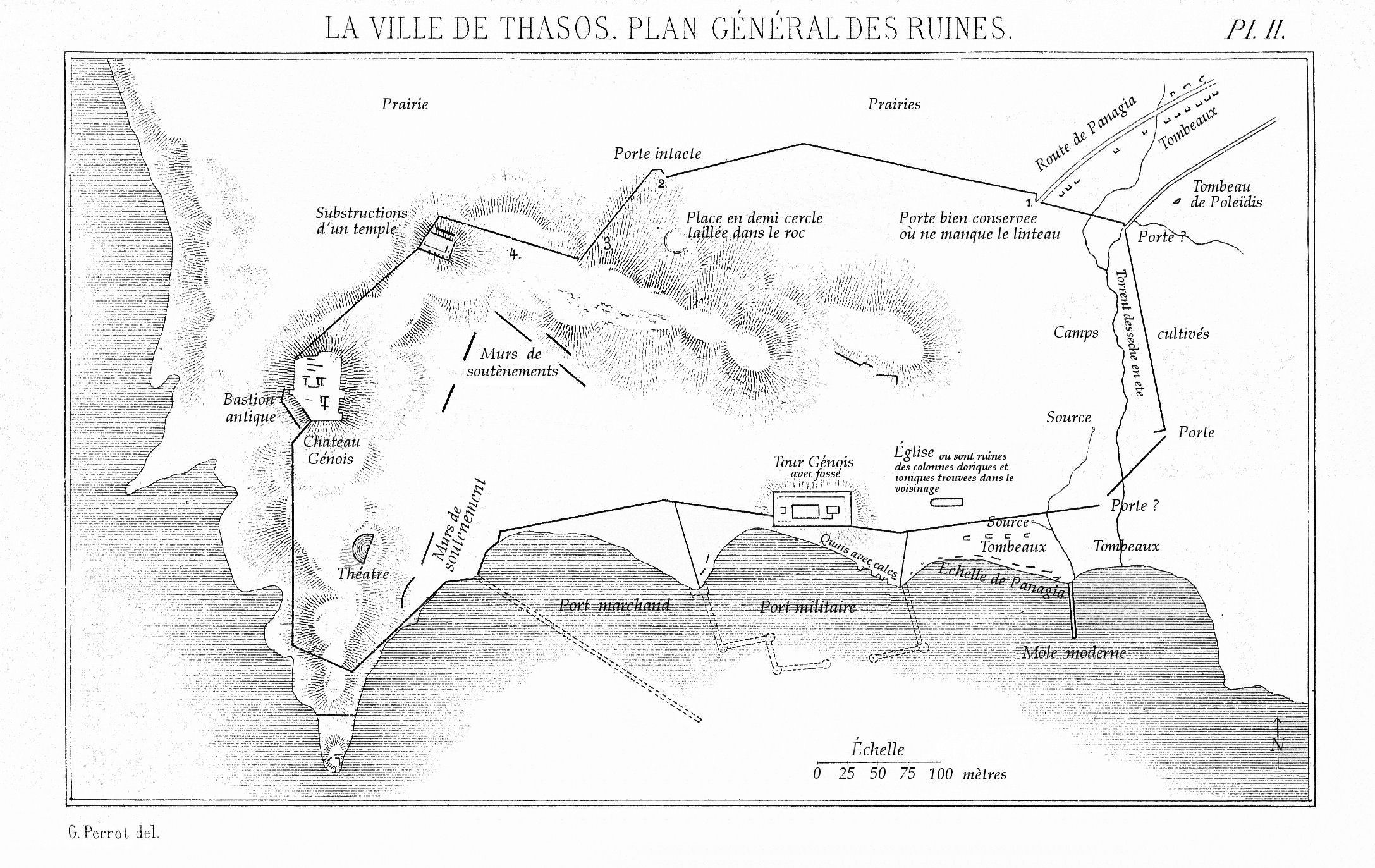
Die Reste der antiken Stadt Thasos nach G. Perrot (1856)

- 1831 Cousinery, Esprit Marie, Diplomat (1747–1831): Voyage dans la Macedoine, contenant des Recherches sur l'histoire la Géographie et les Antiquités de ce Pays, Paris 1831, Band 2, Kapitel XIII: Voyage a l’ile de Thasos, S. 85 – 110. Der Autor beschreibt ausführlich die Insel unter Berücksichtigung seiner antiken Geschichte und den von ihm selbst erkundeten Verhältnissen unter osmanisch-ägyptischer Herrschaft.

- 1828 Prokesch von Osten, Anton, Diplomat und General (1795–1876): Denkwürdigkeiten und Erinnerungen aus dem Orient, Band 3, S. 608–632, Stuttgart 1837. Der Autor unternimmt vom 14. bis 20. August 1828 eine Reise quer über die Insel. Von den ersten der frühen Reisenden liefert Prokesch die ausführlichste Beschreibung über Land und Bevölkerung, die wirtschaftliche und politische Situation, insbesondere aber die Ruinen der antiken Stätten. Die Geschichte der Insel wird kurz gestreift.

- 1840 Ross, Ludwig, Archäologe (1806–1859): Reisen auf den griechischen Inseln des ägäischen Meeres, Stuttgart und Tübingen 1840

- 1838 Hasselbach, Carl Gustav Friedrich, Geheimer Regierungsrat (1809–1882): De insula Thasos, Marburg 1838

- 1839/41 Grisebach, August, Botaniker (1814–1879): Reise durch Rumelien und nach Brussa im Jahre 1839. 2. Band, Göttingen 1841, S. 211–226. Grisebach hat sich am 2. und 3. Juni 1839 in der Ebene am „Hafen von Panagia“ und im Tal von Kasaviti aufgehalten. Er beschreibt die üppige Vegetation und gibt zahlreiche botanische Hinweise.

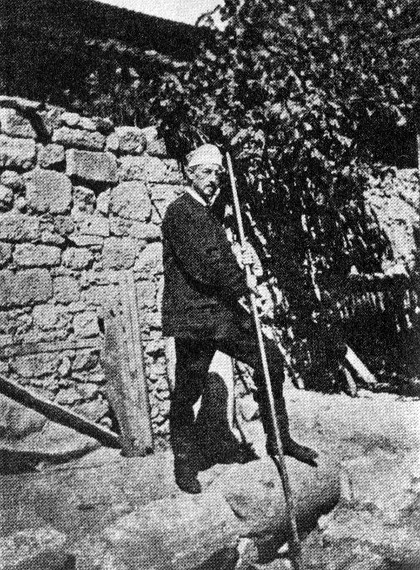
Der deutsche Archäologe Alexander Conze (etwa 1870)

- 1856 Perrot, Georges, Archäologe (1832–1914): Memoire de l’ile de Thasos, Kap. VI.: “Etat actuel de l’ile, son administration, ses productions, caractere des habitants”, S. 64–101, Paris 1864. Perrot bereist die Insel ein Monat lang im Herbst 1856. In Kapitel I der Memoiren behandelt er die Geographie, in Kapitel II-V sehr ausführlich die Geschichte bis 1856 (S. 9–72), in Kapitel VI die damalige Situation, die Ortschaften, Verwaltung, Wirtschaft und Bevölkerung Insel (S. 64–73) und in Kapitel VII die Ruinen der antiken Stadt und im Süden der Insel (S. 74–103).

- 1858 Conze, Alexander, Archäologe (1831–1914): Reise auf den Inseln des thrakischen Meeres, Thasos S. 2–41, Hannover 1860. Sehr ausführlich werden „alle Überreste der alten Stadt Thasos dargestellt“, die Conze „während eines achttägigen Aufenthaltes an diesem Platze“ vorfindet, insbesondere die Stadtmauer sowie die Grabmäler und Sarkophage mit ihren zahlreichen Inschriften (S. 3–23). 3 Wochen verbringt Conze auf einer Rundreise durch die Insel und beschreibt alle damals bekannten Ortschaften der Insel und die dort vor allem in Alyki vorgefundenen Altertümer, die Marmorsteinbrüche und Ruinen der zahlreichen Turmbauten im Süden der Insel (S. 23–41).

- 1864 Miller, Emmanuel: Le Mont Athos, Vatopédi, l'ile de Thasos, Leroux Paris (1889), Thasos: S. 387–405. Nach einer 2-wöchigen Thasos-Rundreise im Juni 1864 führt Miller 4 Wochen lang im Bereich der antiken Stadt Thasos Ausgrabungen durch und stößt auf bedeutende Monumente und Inschriften. Zahlreiche Artefakte werden von ihm in den Louvre verbracht.

- 1886/87 Bent, James Theodore, Archäologe (1852–1897): Aegean Islands. The Cyclades or life among the insular Greeks, Band 8, S. 409, Chicago 1887, new and enlarged by Al. N. Oikonomides, Chicago. Bent erfasst Inschriften und tätigt Ausgrabungen am Caracalla-Bogen, am Theater und in Aliki. Die Artefakte befinden sich Im Archäologischen Museum von Istanbul.

- 1875  Löher, Franz von, Reichsarchivdirektor, Historiker (1818–1892): Griechische Küstenfahrten, Kap. III–VIII, S. 33–114, Bielefeld und Leipzig 1876. Dr. Löher beschreibt die Erlebnisse und Erkenntnisse einer fünftägigen Rundreise, darunter ausführlich die Schönheit der Insel, ihre Bevölkerung und die wirtschaftliche Situation.

- 1888/97  Launay, Louis de, Geologe: Histoire geologique de Metelin et de Thasos, Revue archéologique 1, Paris 1888 und Chez les Grecs de Turquie, Paris 1897

- 1887 S-chinas, Konstantinos Dimitrios (Σχινάς, Κωνσταντίνος Δημήτριος) (1801–1857): Makedonia, Heft 3, S. 840–867 (1805–1835)

## 1902–1912: unter Osmanischer Herrschaft
- 1908 Fredrich, Carl, Historiker und Archäologe (1871–1930): Vor den Dardanellen, auf altgriechischen Inseln und auf dem Athos, Kap. 6, S. 107–128: Thasos, Berlin 1915. Es sind weitestgehend nur allgemeine Aussagen und von früheren Reisenden übernommene Daten und Aussagen erfasst.

## Liste der frühen Historiker und Wissenschaftler
- 1851 Zinkeisen Johann Wilhelm, Publizist (1803–1863): Geschichte des osmanischen Reiches in Europa, Teil 2: Das Reich auf der Höhe seiner Entwicklung (1453–1574), Gotha 1854, 1. Kapitel, S. 18–38: Venezianer und Genuesen; 2. Kapitel, S. 70–79: Feldzug gegen Serbien; 3. Kapitel, S. 226–246: Eroberungen auf den Inseln des ägäischen Meeres, S. 305

- 1856 Finlay, George, Historiker (1799–1875): History of Greece from its conquest by the Romans to the present time, Band V: Greece under Othoman and Venetian domination, Oxford 1877, S. 103

- 1911 Barclay Vincent Head, Numismatiker (1844–1914): Historia numorum, 2. Auflage, Oxford 1911, S. 263–266 (zu den thasischen Münzen, nicht zur Insel)

- 1912 Mendel, Gustave, Konservator der Ottomanischen Museen in Konstantinopel: Musees Imperiaux Ottomans Catalogue des sculptures greques, romaines et byzantines. Band 1, Konstantinopel 1912,  S. 336–348 (Digitalisat). Mendel behandelt acht Frauenstatuen, die 1909 von Theodor Macridy im Heiligtum der Artemis auf Thasos ergraben und in das Archäologische Museum in Istanbul verbracht wurden.